# 메디아조나
미디어조나(러시아어: Медиазона)는 마리야 알료히나와 나데즈다 톨로콘니코바가 설립한 러시아 독립 언론 매체로, 반푸틴 반대 운동에 중점을 둔다. 이들은 시위 단체이자 밴드인 푸시 라이엇의 공동 창립자이기도 하다. 이 언론사의 편집장은 러시아 정치 언론인 Sergey Smirnov (journalist)이다.
미디어조나는 러시아의 사법, 법 집행 및 형벌 시스템에 중점을 둔다. 이 매체는 수감자들의 권리를 보호하기 위해 활동하는 알료히나와 톨로콘니코바의 옹호 단체인 조나 프라바("정의의 구역" 또는 "권리의 구역")와 협력한다.

## 배경

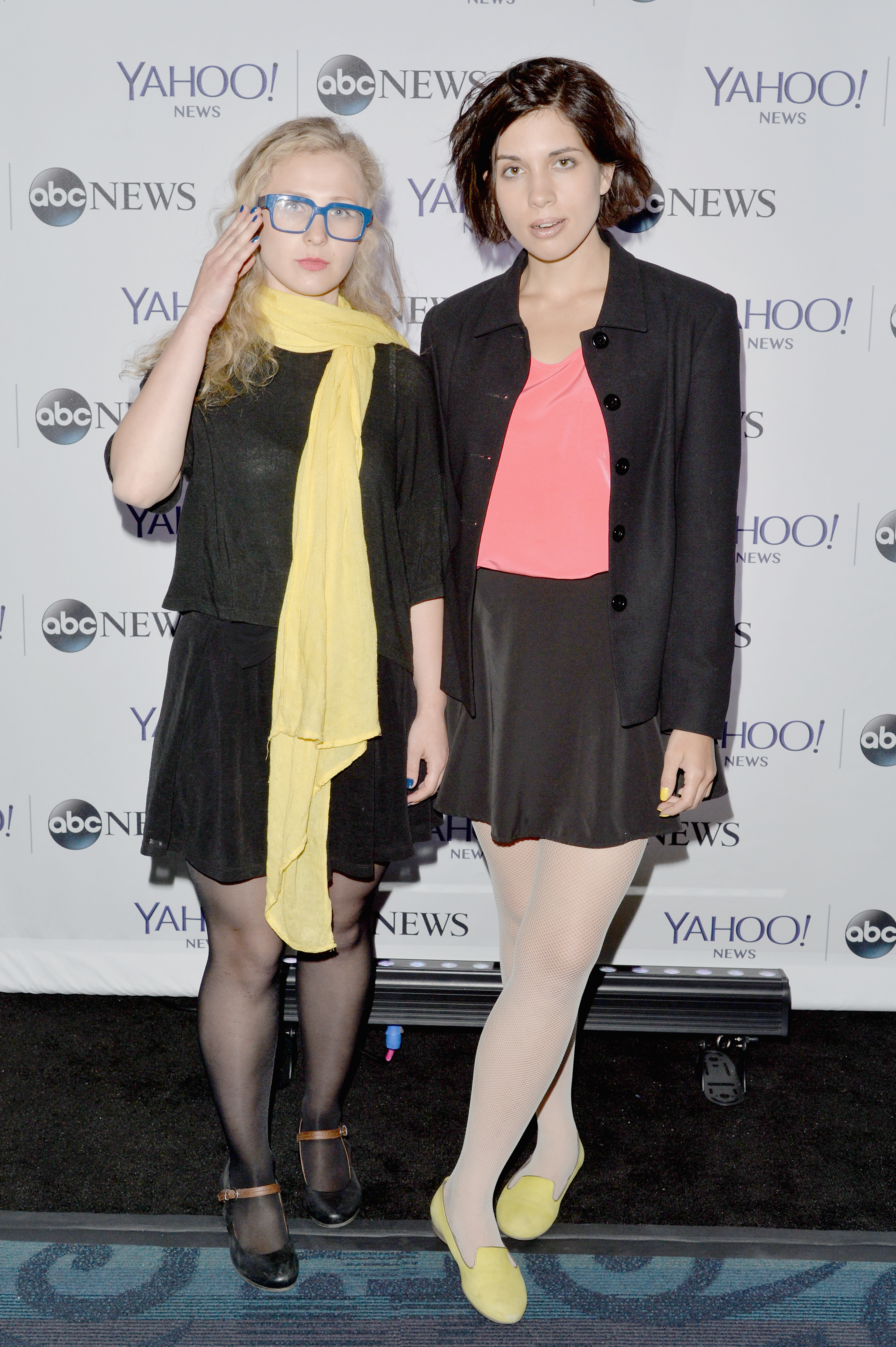
마리야 알료히나와 나데즈다 톨로콘니코바

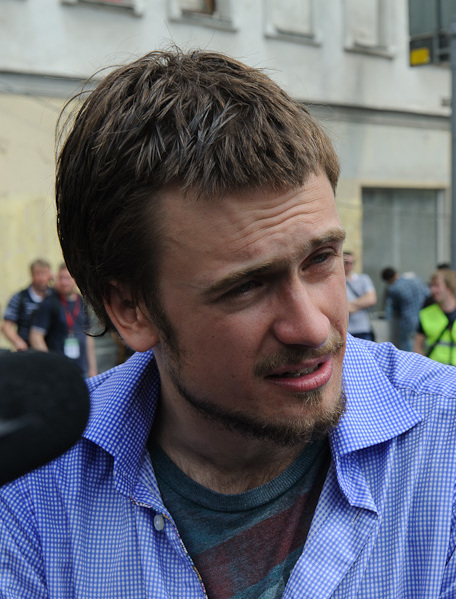
미디어조나 발행인 표트르 베르질로프

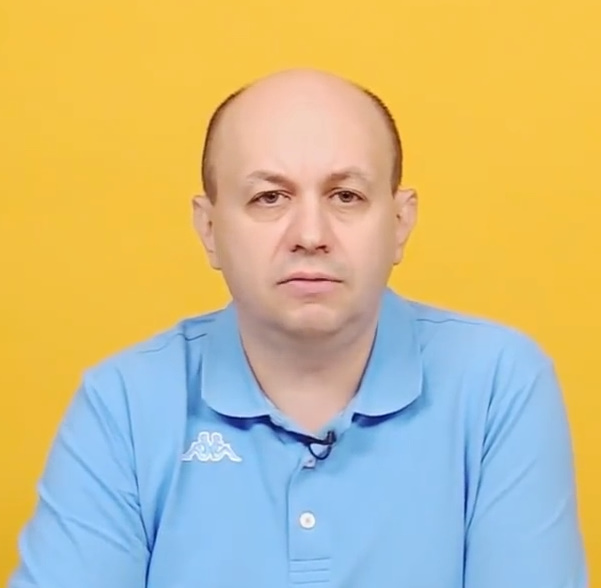
세르게이 스미르노프 편집장, 2017년

알료히나와 톨로콘니코바는 "종교적 증오"에 의한 "훌리건 행위"로 유죄 판결을 받고 거의 2년의 형기를 마친 후 2013년 감옥에서 풀려난 뒤 이 언론사를 설립했다.
알료히나와 톨로콘니코바는 2012년 2월 21일 모스크바의 유명한 구세주 그리스도 대성당에서 밴드가 "펑크 기도"라고 불렀던 푸시 라이엇 공연 후에 체포되었다. 이 공연에서 밴드 멤버들은 며칠 후 러시아 대통령으로 재선된 블라디미르 푸틴으로부터 러시아를 보호해달라고 성모 마리아에게 요청했다.
알료히나와 톨로콘니코바는 수감 생활 중 수많은 학대를 당했다고 말했다. 톨로콘니코바는 경찰 제복을 꿰매기 위해 하루 16시간씩 일하는 등 "노예 같은 조건"과 심한 동상으로 손가락과 발을 절단해야 했던 수감자들에 대해 묘사했다.

그녀는 공개 서한에서 이렇게 말했다. 
수감자들은 항상 무너질 지경에 처해 서로에게 소리 지르고 사소한 일에도 싸운다. 얼마 전에는 한 젊은 여성이 바지를 제때 제출하지 않았다는 이유로 가위로 머리를 찔렸다. 다른 한 명은 쇠톱으로 자기 배를 가르려 했다.

## 설립 원칙
러시아의 법원, 법 집행 및 교도소 시스템의 불의를 밝히는 목적 외에도, 알료히나와 톨로콘니코바는 미디어조나가 크렘린의 러시아 독립 언론 탄압으로 인해 생긴 공백을 메우기 위해 설립되었다고 말했다.
2014년부터 몇몇 러시아 언론 매체는 편집진이 크렘린에 더 우호적인 리더십으로 교체되어 소수의 독립 채널과 출판물만 남게 되었다.

톨로콘니코바는 미디어조나 설립 당시 다음과 같이 말했다. 
수감 생활에서 풀려난 지 6개월이 지난 지금, 우리는 러시아 언론이 더 이상 벌어지는 일을 보도할 수 없다는 것을 느낀다. 당국의 심한 검열 때문에 푸틴의 정책을 비판하고 러시아 법원과 법 집행 기관의 인권 침해를 추적하는 어떤 내용도 언론에 실을 공간이 없다. 법원, 교도소, 체포, 유죄 판결, 시설 내 폭동, 정치적 형사 사건, 법 집행 공무원의 범죄 – 우리의 새로운 언론 매체는 이 모든 것을 다루려고 노력할 것이다.

알료히나는 다음과 같이 덧붙였다. 
러시아에는 법정 밖에서 다룰 정치적 문제가 거의 없다. 그리고 그곳에서 벌어지는 일들에 대한 투명성과 언론 보도가 크게 필요하다. 따라서 우리는 미디어조나가 그 간극을 메우고 독립적인 러시아 언론의 모습을 바꾸는 데 도움이 되기를 바란다.

## 현재 상황
톨로콘니코바는 2016년에 이 사이트가 한 달에 약 220만 명의 방문자를 기록하여 다른 러시아 독립 언론 매체보다 작지만, 톨로콘니코바는 사이트를 확장할 방법을 모색하고 있다고 말했다. 그녀는 정치적 압력으로 인해 크라우드펀딩과 같은 옵션은 국가가 기여자들에게 보복할 수 있다는 우려 때문에 미디어조나에 이용할 수 없다고 말했다. 이 사이트는 현재 주로 기부금과 알료히나와 톨로콘니코바의 출연료로 자금을 조달한다.
예를 들어, 2015년 3월 가디언의 기사는 시베리아의 외딴 지역에서 경찰 구금 중 발생한 몇몇 사람들의 설명할 수 없는 죽음에 대한 것이었고, 2015년 7월 바이스의 기사에서는 미디어조나가 우크라이나, 호를리우카 마을 근처에 위치한 교도소 수용소의 전 수감자와 인터뷰를 진행했다. 이 인터뷰는 2014년 9월 친러시아 분리주의 도네츠크 인민 공화국 군대가 교도소 수용소를 점령한 사건을 상세히 다루었다.
2016년 3월, 미디어조나 기자 예고르 스코보르다가 체첸 공화국 국경 바로 서쪽에 있는 인구셰티야 공화국의 오르조니키제프스카야 근처에서 기자 및 활동가 그룹과 함께 이동하던 중 공격을 받았다. 스웨덴 국영 라디오, 노르웨이의 뉘 티드 신문, 러시아 신문 콤메르산트, 러시아의 더 뉴 타임즈 기자들이 포함된 이 그룹은 언론 투어로 체첸에 들어가려고 했으며, 그곳에서 고문을 당했거나 친척이 납치된 사람들을 만나려고 계획했다. 서양 기자 두 명과 활동가 두 명은 입원했고, 공격자들은 차량에 불을 질렀다.
미디어조나는 러시아 언론 면허를 가지고 있지만, 톨로콘니코바는 2016년에 이 면허가 언제든지 취소될 수 있다는 우려가 있다고 말했다.
2016년 로이터와의 인터뷰에서 톨로콘니코바는 "진정한 펑크는 기관을 건설하는 것"이라고 말했다.
2021년 1월 30일, 미디어조나의 편집장 세르게이 스미르노프는 시위법 위반 혐의로 자택 근처에서 경찰에 구금되었다.
2021년 9월 29일, 러시아 법무부는 이 뉴스 매체를 소위 "외국 대행사" 목록에 추가했다.
2022년 3월 6일, 미디어조나의 2022년 러시아의 우크라이나 침공 보도 결과, 연방 기관 로스콤나조르는 러시아에서 미디어조나를 차단하고 웹사이트를 폐쇄할 것을 요구했다. 이에 대한 도전적인 편집 성명은 러시아 독자들이 독립 언론의 검열을 피할 수 있는 팁을 제공하고 계속할 것을 약속했다.
우리는 이것에 대비했다. 지난 며칠 동안 러시아는 사실상 독립 언론이 남아있지 않은 상태에서 계엄령 검열을 시행했다. 우리는 모든 위험을 이해하지만 계속해서 일한다 – 이것은 독자와 우리 자신에 대한 우리의 의무이다.

2025년 1월 트럼프 대통령이 미국 국제개발처(USAID)를 포함한 해외 원조의 동결을 명령한 후, 미디어조나는 재정적 어려움을 겪었다. 미디어조나 중앙아시아 프로젝트는 2월에 운영을 중단했으며, 편집장은 "이 자금 상황에 해결책이 없다면 어둠이 이 지역을 덮칠 것"이라고 밝혔다. 3월 31일, 미디어조나는 "자금이 바닥나고 있다"고 발표했으며, 세르게이 스미르노프 편집장과 드미트리 트레시카닌 편집장은 무급으로 일하고 있으며, 독자들에게 "재정적으로 버티려면 월 5,000명의 구독자가 필요하다"고 요청했다.

## 수상
프리 미디어 어워드 2020.

## 더 읽어보기
- “Pussy Riot Launches Mediazona, An Independent News Service in Russia”. 《Pitchfork》. 2014년 9월 4일. 2016년 11월 22일에 확인함.